# Themelium flagelliforme
Themelium flagelliforme är en stensöteväxtart som först beskrevs av Guido Georg Wilhelm Brause, och fick sitt nu gällande namn av Barbara S. Parris. Themelium flagelliforme ingår i släktet Themelium och familjen Polypodiaceae. Inga underarter finns listade.